# Myrtou
Myrtou (griechisch Μύρτου Myrtou, türkisch Çamlıbel) ist eine Ortschaft nördlich von Morfou. Sie gehört de jure zum Bezirk Kyrenia der Republik Zypern. Der Ort hat 4.279 Einwohner und wurde nach der Myrte benannt. 
Seit 1974 bis heute gehört der Ort zum Distrikt Girne der Türkischen Republik Nordzypern.

## Sehenswürdigkeit
- Das Kloster  Aghios Panteleimon.